# Блюменталь, Анатолий Самойлович
Анатолий Самойлович Блюменталь (2 июня 1925, Ленинград — 15 января 2009, Кириши) — советский тренер по водному поло, заслуженный тренер СССР (1966), мастер спорта СССР, судья всесоюзной категории (1956). Кандидат педагогических наук.

Могила Блюменталя на Троекуровском кладбище Москвы.

## Биография
В 1937 году начал заниматься плаванием, с 1939-го — водным поло. Вся его жизнь была связана с этой игрой: выступления в командах мастеров ЦДКА и «Трудовых резервов», судейство соревнований (Анатолий Блюменталь — судья международной категории, дважды признавался лучшим арбитром страны, обслуживал матчи чемпионатов Европы 1958 и 1962 годов), но известность он получил прежде всего как тренер.
После демобилизации из армии в 1949 году Блюменталь начинает тренировать детскую команду «Трудовых резервов», параллельно продолжает играть в команде мастеров, в 1955-м оканчивает Московский областной педагогический институт, в 1963-м за успехи юных ватерполистов получает звание Заслуженного тренера РСФСР. Через год Анатолий Самойлович был назначен старшим тренером мужской сборной СССР, в этой должности он проработает в течение 13 лет.
Под руководством Анатолия Блюменталя национальная команда одержала первые в своей истории победы на Олимпийских играх и чемпионате мира, выиграла два «золота» чемпионатов Европы. В 1976 году, после неудачного выступления сборной СССР на Играх в Монреале (8-е место), Анатолий Самойлович был отправлен в отставку и в дальнейшем тренировал команду мастеров «Динамо», а позднее детско-юношеские спортивные коллективы спортобществ «Торпедо» и «Трудовые резервы».
Награждён орденами «Трудового Красного Знамени» и «Знак Почёта».

## Достижения со сборной СССР
- Олимпийский чемпион (Мюнхен-1972)
- Серебряный призёр Олимпийских игр (Мехико-1968)
- Чемпион мира (Кали-1975)
- Серебряный призёр чемпионата мира (Белград-1973)
- Чемпион Европы (Утрехт-1966, Барселона-1970)
- Серебряный призёр чемпионата Европы (Вена-1974)